# Manticos
El SS Manticos fue un carguero de carga pesada que William Gray & Company construyó en West Hartlepool en 1944 como Empire Barbados para el Ministerio de Transporte de Guerra (MoWT). En 1948 fue vendido y rebautizado como Tennyson. Fue vendido nuevamente en 1950 y rebautizado como Berylstone y en 1960 fue vendido nuevamente y rebautizado como Manticos. El 8 de octubre de 1963 sufrió una fuga de agua y, a pesar de los esfuerzos por salvarlo, se hundió el 22 de octubre de 1963.

## Hundimiento
El 8 de octubre de 1963, el Manticos se encontraba en ruta desde Libreville, Gabón, con destino al mar Mediterráneo con un cargamento de troncos cuando sufrió una fuga. Quedó varado a unas 210 millas náuticas (390 km) al sur de Dakar, Senegal (11°14′N 16°32′O / 11.233, -16.533). El 16 de octubre, un remolcador se encontraba a su lado, ayudando con las operaciones de bombeo, pero el 22 de octubre la fuga aumentó y la sección de popa del Manticos se sumergió. El barco fue declarado pérdida total.